# Mimi Kodheli
Mimi Kodheli (* 11. září 1964, Tirana) je albánská politička. V letech 2013 až 2017 zastávala post ministryně obrany v kabinetu premiéra Edi Ramaha. Stala se tak první ženou v této funkci.

## Životopis
Absolvovala v roce 1986 studium financí na univerzitě v Tiraně a dále studovala na University of Nebraska-Lincoln ve Spojených státech. V roce 2007 napsala disertační práci v oboru ekonomie na univerzitách ve Veroně a Tiraně.
Svou politickou kariéru začala v roce 2002 jako náměstek primátora Tirany, Edi Ramaha. V roce 2005 byla po dobu jednoho roku prefekt kraje Tirany. V parlamentních volbách v roce 2009 kandidovala za socialistickou stranu a uspěla. V parlamentních volbách 23. června 2013 byla znovu zvolena a dne 31. července bylo oznámeno, že povede ministerstvo obrany.
Je vdaná za Leku Kodheliho. Mají syna (* 1989).